# Александар Данилин
Александар Данилин (рус. Александр Геннадьевич Данилин) је руски психотерапеут, психијатар и лекар нарколог, аутор десет књига, бројних чланака, предавања и обука о психологији зависности и егзистенцијалној психотерапији.

## Биографија
Рођен је 12. марта 1960. у Совјетском Савезу. Од 2003. године је водитељ радио програма Serebryanye Niti који емитује Радио Русија и посвећен је људској души у свим њеним манифестацијама. Бројни медији су објавили да се бавио практичном психотерапијом у московским клиникама више од двадесет година. Члан је Међународне психоаналитичке асоцијације и шеф одељења за наркоманију у Московској болници број 17. У медијима и на сајтовима велепродајних књижара је објављена информација да су његову књигу LSD: Hallucinogens, Psychedelia, and Addiction Phenomenon повукли са тржишта службеници Федералне службе за контролу наркотика Русије и Федералне службе безбедности. Његови чланци Dead End, Any Diagnosis in Psychiatry is a Myth и други о проблемима руске психијатрије су често изазивали жестоке контроверзе. Ожењен је и има два сина.